# Åre
Åre (svéd kiejtéssel: [²oːrɛ]) mintegy háromezer lakosú falu Svédország nyugati részén, a Skandináv-hegységben. Érdekesség, hogy Åre község központja nem a névadó Åre, hanem Järpen. A helység fő nevezetessége a számos világversenynek otthont adó síközpont és a 12. századból származó årei öregtemplom.

## Népessége
| Lakosok száma | 1417 | 2768 | 2925 | 3081 | 3200 | 3282 | 3552 | 3699 |
|               | 2010 | 2015 | 2016 | 2017 | 2018 | 2019 | 2020 | 2023 |